# (612901) 2004 XP14
(612901) 2004 XP14は、2004年12月10日にリンカーン研究所の掃天観測によって発見された地球近傍小惑星の一つである。正確なサイズは判明していないが、明るさから410から920mだろうと推測されている。

## 概要
発見された当初、この小惑星は21世紀の終わり頃に地球に衝突する可能性が指摘され、監視が必要かもしれないと考えられていたが、後の詳細な解析により予測可能な将来において地球に危害を及ぼす可能性は否定されている。しかしながら、推測されたサイズと地球に近い軌道から「潜在的に危険な小惑星」（PHA）として分類されている。
2006年7月3日4:25 (UT)、2004 XP14は地球から432,308 km（0.00289天文単位、月の公転半径の1.1倍）の位置を通過した。この時の明るさはおよそ11等級、見かけの速さは1日あたり102°にも達した。